# 古刹白衣庵
古刹白衣庵，位于北京市东城区方家胡同41号，是一座汉传佛教尼姑寺院。

## 简介
白衣庵始建于明朝，坐北朝南，原来有山门三间，四层殿宇，以及跨院。前殿三间，正殿五间，东、西厢房各三间，后院有殿堂三间，正殿原有不少大佛像。
中华人民共和国时期，庙产收归国有，房产被划分给民政、残联、假肢厂等单位的职工居住，寺内变成居民杂居的大杂院。保留下来的山门的横石上雕刻着“古刹白衣庵”五个大字。2011年时，山门的三间房是东城区房地中心安定门分中心第一管段的办公室，山门东次间和西次间最外侧原来各有一座高1.3米的台子，用来供奉佛像，此前该办公室装修时将台子封在墙内。
2011年8月23日，东城区胡同整治工程在安定门内的方家胡同施工，工人们在剔凿方家胡同41号院“古刹白衣庵”的旧外墙时，发现了白衣庵山门上的拱形石窗。他们随即停工，联系文物保护部门，对白衣庵进行文物鉴定。东城区文委经过鉴定，认为该庵不是文物，但仍决定原地保护。